# Duché de Glogau
1251–1490
Entités précédentes :
- Duché de Liegnitz

Entités suivantes :
- Couronne de Bohême

Le duché de Glogau (en allemand : Herzogtum Glogau ; en polonais : Księstwo głogowskie) était une principauté silésienne créé en 1251 au cours du partage du duché de Silésie sous la dynastie des Piast après la mort du duc Henri II le Pieux.
En 1331, le roi Jean Ier de Bohême se l'approprie, ce qui en fait la première des principautés silésiennes à être directement soumise à la couronne de Bohême. À partir de 1344, elle est divisée en une moitié « ducale », détenue en fief par la branche de Głogów des Piast silésiens jusqu'en 1476, et une moitié  « royale » appartenant aux ducs de Teschen en vertu du droit successoral de 1384 à 1480. Le lieu de résidence est Głogów (Glogau) en Basse-Silésie et parfois Kożuchów (Freystadt) pour la moitié ducale.
Après la mort du roi Matthias Corvin en 1490, Glogau revient à la couronne de Bohême en tant que fief défunt par déshérence. Elle obtient ainsi le statut de principauté héréditaire.

## Histoire

### Création
Lorsque, après la mort du duc Henri II le Pieux à la bataille de Legnica en 1241, ses territoires sont répartis entre ses quatre fils, les environs de Głogów font d'abord partie du duché de Liegnitz, qui est créé pour le fils aîné d'Henri II, Boleslas II le Chauve. Il doit cependant s'engager à laisser son frère cadet Conrad II participer au gouvernement. Celui-ci exige cependant rapidement l'attribution d'une partie de son propre territoire, ce que Boleslas II refuse. C'est pourquoi des conflits armés éclatent, qui conduisent Conrad II à conquérir en 1249/1251 les territoires de Głogów ainsi que de Bytom (Beuthen), Sulechów (Züllichau), Ścinawa (Steinau), Żagań (Sagan) et Krosno (Crossen), qui sont combinées pour former le nouveau duché de Glogau.

Les duchés silésiens vers 1287/1290;
en vert, le duché de Glogau réduit.

Après la mort de Conrad II en 1273 ou 1274, ses biens furent partagés entre ses trois fils : Le deuxième-né, Conrad le Bossu, reçoit le nouveau duché de Sagan et le troisième-né, Primislas Ier, le territoire de Szprotawa (Sprottau) et Ścinawa. Le duché de Glogau ainsi réduit est attribué à l'aîné des frères, Henri III (mort en 1309), qui reçoit également Szprotawa après la mort de Primislas en 1289, ainsi que Sagan en 1304, dont il hérite après la mort de son frère Conrad le Bossu. Après la mort du roi Venceslas III en 1306, Henri III obtient également la ville de Poznań ainsi que certaines parties de la Grande-Pologne .
Après la mort d'Henri III en 1309, ses cinq fils gèrent d'abord ensemble les biens dont ils ont hérité, mais divisent le territoire en deux en 1312 :
- Les ducs Conrad Ier et Boleslas reçoivent Oleśnica (Œls), Wołów (Wohlau), Trzebnica (Trebnitz) et Namysłów (Namslau), d'où émergent les duchés d'Œls et de Namslau. Après la mort sans enfant de Boleslas en 1320/21, toutes les parties sont réunies sous Conrad Ier.
- Henri IV le Fidèle, Przemko II et Jean obtiennent Sagan, Steinau et Glogau, ce dernier servant de dot à leur mère Mathilde de Brunswick. En 1314, ils perdent leurs régions de la Grande-Pologne au profit de leur cousin Ladislas le Bref ainsi que Sagan et Crossen au nord-ouest, que le margrave Valdemar de Brandebourg, s'est approprié. Après sa mort en 1319, ils récupèrent ces terrains et les redistribuent. Henri IV reçoit Sagan, Jean Steinau et Przemko II Glogau.

### Sous la couronne de Bohême

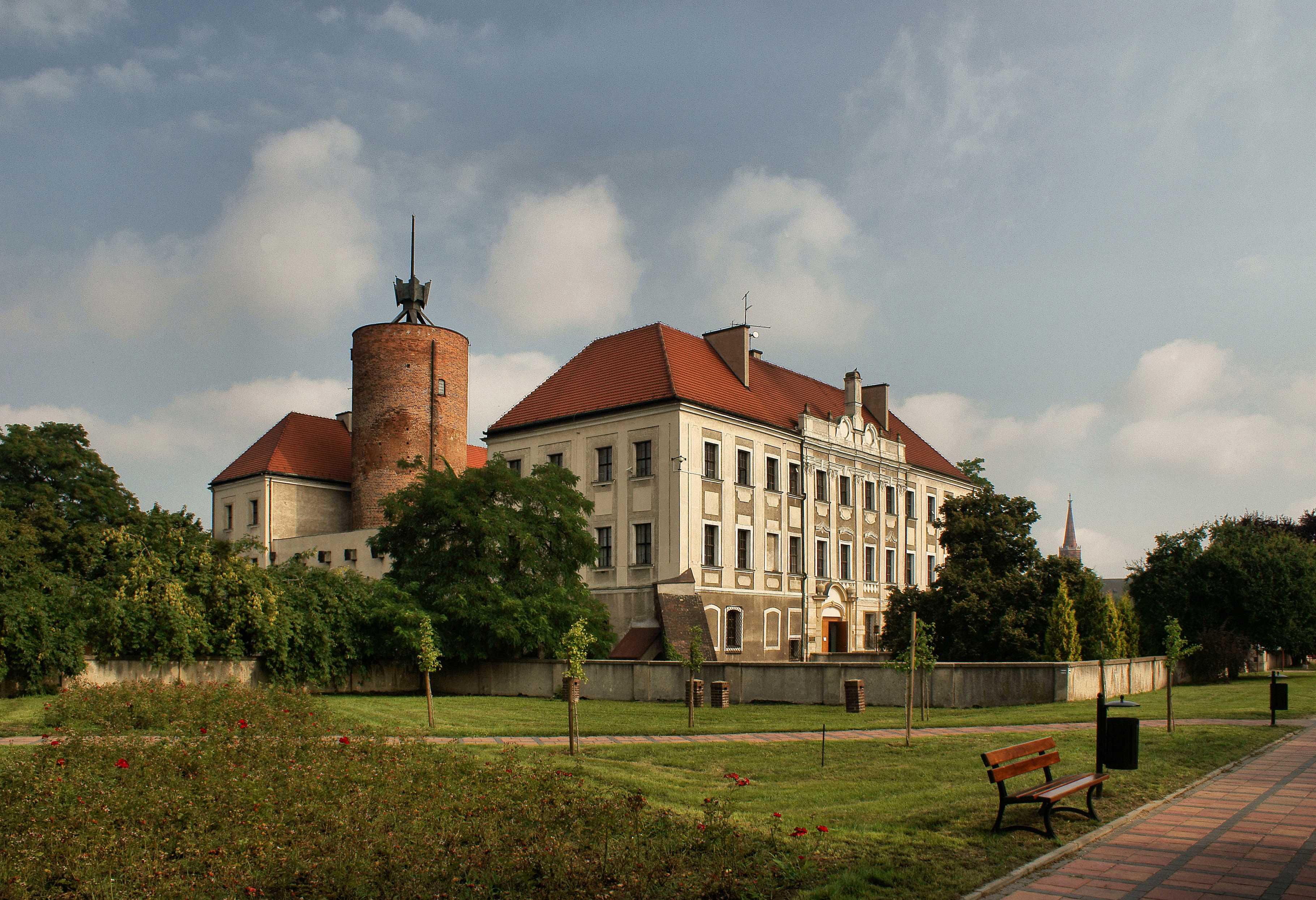
Château de Głogów.

Par les actes établis à Wrocław le 29 avril et le 9 mai 1329, Henri IV le Fidèle, duc de Sagan, et ses frères les ducs Jean de Steinau et Conrad Ier d'Œls s'engagent volontairement engagés dans une relation de fief avec le roi Jean Ier de Bohême, tout en bénéficiant d'avantages particuliers en matière de droit successoral. Seul leur plus jeune frère le duc Przemko II de Glogau refuse de devenir vassal de la couronne de Bohême, mais il meurt dès le 11 janvier 1331, victime d'un empoisonnement de ses sujets. Les héritiers légitimes de Przemko II sont ses frères Henri IV de Sagan et Jean de Steinau, la ville de Głogów revenant à la veuve de Przemko II, Constance de Świdnica, en tant que donation. Cependant, avant la mort de Przemko, Jean de Steinau a vendu son droit à sa part de Glogau au roi de Bohême. Ce dernier se présente donc en septembre 1331 en Silésie pour prendre possession de l'héritage racheté à Jean de Steinau. En même temps, il passe outre aux prétentions héréditaires d'Henri IV et les droits de Constance sur la succession et confisque par la force l'ensemble du duché de Glogau comme un fief liquidé. Afin de créer des faits accomplis, il libère les citoyens des serments qu'ils ont prêtés aux ducs et confirme leurs privilèges actuels. Pour l'administration du duché, il nomme un gouverneur de Bohême. Glogau devient ainsi la première principauté silésienne dépendant directement de la Bohême (jusqu'en 1344, puis seulement la moitié royale).
Après la mort d'Henri IV le Fidèle en 1342, son fils Henri V de Fer s'efforce d'obtenir l'héritage de Przemko II, composé de la moitié de Glogau, qui n'a pas été remis à son père. Après de longs combats, Henri V rend hommage en 1344 au roi Jean Ier pour la moitié de Glogau qu'il réclame, lequel lui cède alors en fief cette moitié, appelée par la suite « ducale de Glogau ». Le roi Jean conserve lui-même la moitié « royale » en tant que souverain. Le 10 janvier 1360, le fils et successeur du roi Jean, Charles IV de Luxembourg, cède la moitié royale de Glogau ainsi que la moitié de Steinau à Bolko II le Petit, duc à Świdnica, pour la durée de sa vie. Charles IV veut ainsi réparer l'injustice commise par son père envers la sœur de Bolko II, Constance. Après la mort de Bolko II en 1369, la moitié royale de Glogau revient à Charles IV conformément au contrat. Le 27 novembre 1384, le fils et successeur de ce dernier, le roi Venceslas, cède à titre héréditaire la moitié royale de Glogau avec la moitié de Steinau et une partie de Góra (Guhrau) à son conseiller diplomatique et juge de la cour Przemysław Ier, duc de Teschen, pour ses services. Bien qu'il ait perdu la moitié de Steinau en 1304, la moitié royale de Glogau reste en possession des ducs de Teschen jusqu'en 1480.
Après la mort du duc Henri V de Fer en 1369, la moitié ducale de Glogau est héritée par ses fils Henri VI l'Aîné, Henri VII Rumpold et Henri VIII le Moineau. Lorsque Henri VIII, le dernier des trois frères, meurt en 1397 lors d'un concours hippique, c'est leur oncle le duc Robert Ier de Liegnitz qui exerce la tutelle sur ses fils mineurs jusqu'en 1403. Ensuite, les fils d'Henri VIII régnent ensemble jusqu'en 1413. Cette année-là, le duché de Sagan est à nouveau séparé pour l'aîné Jean Ier. Les ducs Henri X Rumpold (mort en 1423) et Venceslas (mort en 1430/31) n'ayant pas laissé de descendants, la lignée est poursuivie par leur frère Henri IX l'Ancien, qui meurt en 1467. Le fils de ce dernier, Henri XI obtient illégalement en 1469 de l'antiroi de Bohême Matthias Corvin, qui a conquis la Silésie et dont Henri XI est partisan, la moitié royale de Glogau, qui appartient toujours aux ducs de Teschen en vertu du droit de succession et qui, depuis la mort du duc Ladislas de Teschen, revient à sa veuve Marguerite de Cilley (morte en 1480).

### Déshérence
Le duc Henri XI est marié depuis 1472 à Barbara de Hohenzollern, fille de l'électeur Albert III Achille de Brandebourg, alors âgée de huit ans seulement. Avec sa mort, survenue seulement quatre ans plus tard, la lignée directe de la branche de Glogau des Piast s'éteint en 1476. Immédiatement après, la querelle de succession de Glogau (de) est déclenché, à laquelle participent, outre le père de Barbara, le duc Jean II de Sagan, ainsi que le souverain de Bohême, le roi Vladislas IV de Bohême et également l'anti-roi Matthias Corvin qui règne sur la Silésie. La guerre de succession n'est résolue que le 20 septembre 1482 par la paix de Kamenz. Elle comprend les dispositions suivantes :
- Jean II de Sagan reçoit la majeure partie du duché de Glogau, mais seulement pour la durée de sa vie. En même temps, il doit promettre à Matthias Corvin l'hommage pour ces régions. Après sa mort, son domaine passera au fils de Corvin, Jean Corvin.
- Barbara de Brandebourg reçoit le duché de Crossen en tant que veuve permanente, pour lequel elle doit rendre hommage au roi Matthias Corvin, et qui doit tomber aux mains des Hohenzollern après sa mort.

Bien que Jean II de Sagan ait confirmé ses privilèges à la ville de Głogów le 22 octobre 1482, il ne veut pas se contenter de la paix de Kamenz et continue à combattre Matthias Corvin. C'est pourquoi il est déposé par ce dernier en 1488 et le duché de Glogau est transmis au fils illégitime du roi, Jean Corvin. Celui-ci est dépossédé de ses biens à la mort de son père en 1490, et Glogau revient à nouveau à la couronne de Bohême en tant que fief éteint.
En 1491, le roi de Bohême, Vladislav Jagellon, cède le duché de Glogau à son frère cadet Jean Ier Albert en récompense pour avoir laissé Vladislav le précéder lors de l'élection en tant que roi de Hongrie. En 1499, le plus jeune frère de ce dernier, Sigismond Ier, le reçoit en fief. Après le couronnement de ce dernier comme roi de Pologne en 1506, le duc Casimir II de Teschen qui succède au roi Sigismond au poste de gouverneur de Silésie reçoit la principauté héréditaire de Glogau en usufruit à vie, mais l'aliène au duc Frédéric II de Liegnitz.
Après la mort du roi de Bohême Louis II Jagellon à la bataille de Mohács en 1526, les pays de la couronne Bohême et donc toute la Silésie passent aux Habsbourg. De 1632 à 1634, l'empereur Ferdinand II met en gage la principauté héréditaire de Glogau à son général Albrecht von Waldstein. Avec la quasi-totalité de la Silésie, elle revient au royaume de Prusse en 1742, après la première guerre de Silésie. En 1807, elle est dissoute dans le cadre des réformes administratives prussiennes puis incorporée dans la Silésie prussienne.

## Ducs de Glogau
- 1273/74-1309 : Henri III (Ier)
- 1309-1323 : Henri IV (II) (1292–1342), 1312–1319 avec Jean, 1312–1323 avec Primislas II, fils de Henri III.
  - 1312 : duché d'Œls à Boleslas (mort en 1321), duché de Namslau (de) à Conrad Ier (mort en 1366), fils d'Henri III.
- 1323-1331 : Primislas II (mort en 1331)
  - 1331 : Glogau tombe sous la souveraineté féodale de la couronne de Bohême ;
  - 1344 : Glogau est divisé en une partie ducale et une partie royale
- 1344-1369 : Henri V « de Fer » (mort en 1369)
- 1369-1378 Henri VI l'Aîné, avec ses frères Henri VII Rumpold et Henri VIII le Moineau
- 1378-1394 Henri VII Rumpold
- 1394–1397 Henri VIII le Moineau
- 1403–1413 Jean Ier (également Sagan)
- 1413-1418 Henri IX l'Ancien avec Henri X Rumpold et Venceslas, fils d'Henri VIII.
- 1418-1423 Henri IX l'Ancien avec Henri X Rumpold
- 1423-1467 Henri IX l'Ancien
- 1467-1476 : Henri XI, avec lui la ligne directe Glogau s'éteint
  - 1476-1482: querelle de succession de Glogau (de)
- 1482-1488 : Jean II, déposé en 1488, mort en 1504 ; avec lui la lignée de Sagan des Glogau Piast s'éteint
- 1488–1490 : Jean Corvin, fils illégitime du roi Matthias Corvin
  - 1490 : Déshérence au roi de Bohême Vladislav II
    - 1491-1496 : en gage aux Jagellons Jean Ier Albert
    - 1499-1506 : en fief à son frère Sigismond Ier.
    - 1506– ? pour le bénéfice à vie du duc Casimir II de Teschen, qui succède à Sigismond Ier comme gouverneur de Silésie. Cependant, il vend la moitié ducale au duc de Liegnitz Frédéric II
    - 1632–1634 promis à Albrecht von Waldstein par le souverain de Bohême Ferdinand II.

## Ducs de la portionroyalede Glogau
- 1384–1410 Primislas I
- 1410-1431 Boleslas I
- 1431–1460 Ladislas
  - 1460–1480 dot de Vladislas  pour la veuve Marguerite de Cilley (1411–1480)
- 1460–1476 Primislas II (mort en 1477)
  - 1476 Reddition illégale du roi Matthias Corvin à Jean II de Sagan